# Octoblepharum scolopendrium
Octoblepharum scolopendrium là một loài rêu trong họ Octoblepharaceae. Loài này được (Mitt.) Mitt. mô tả khoa học đầu tiên năm 1873.